# Igo Sym

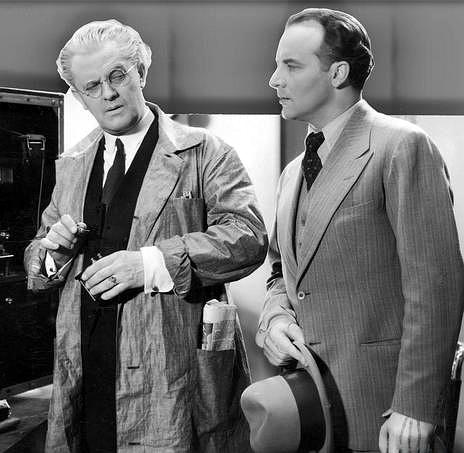
Jerzy Leszczyński i Igo Sym (z prawej) w scenie filmu Szpieg w masce (1933)

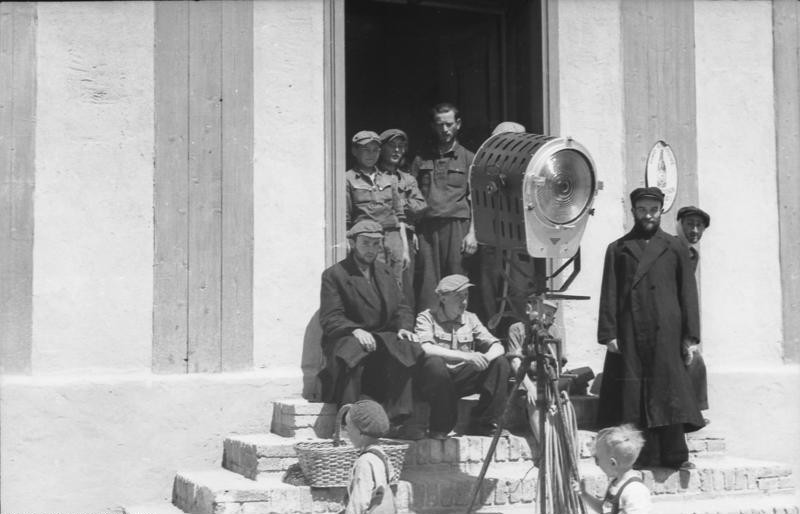
Ekipa filmu Heimkehr (1941)

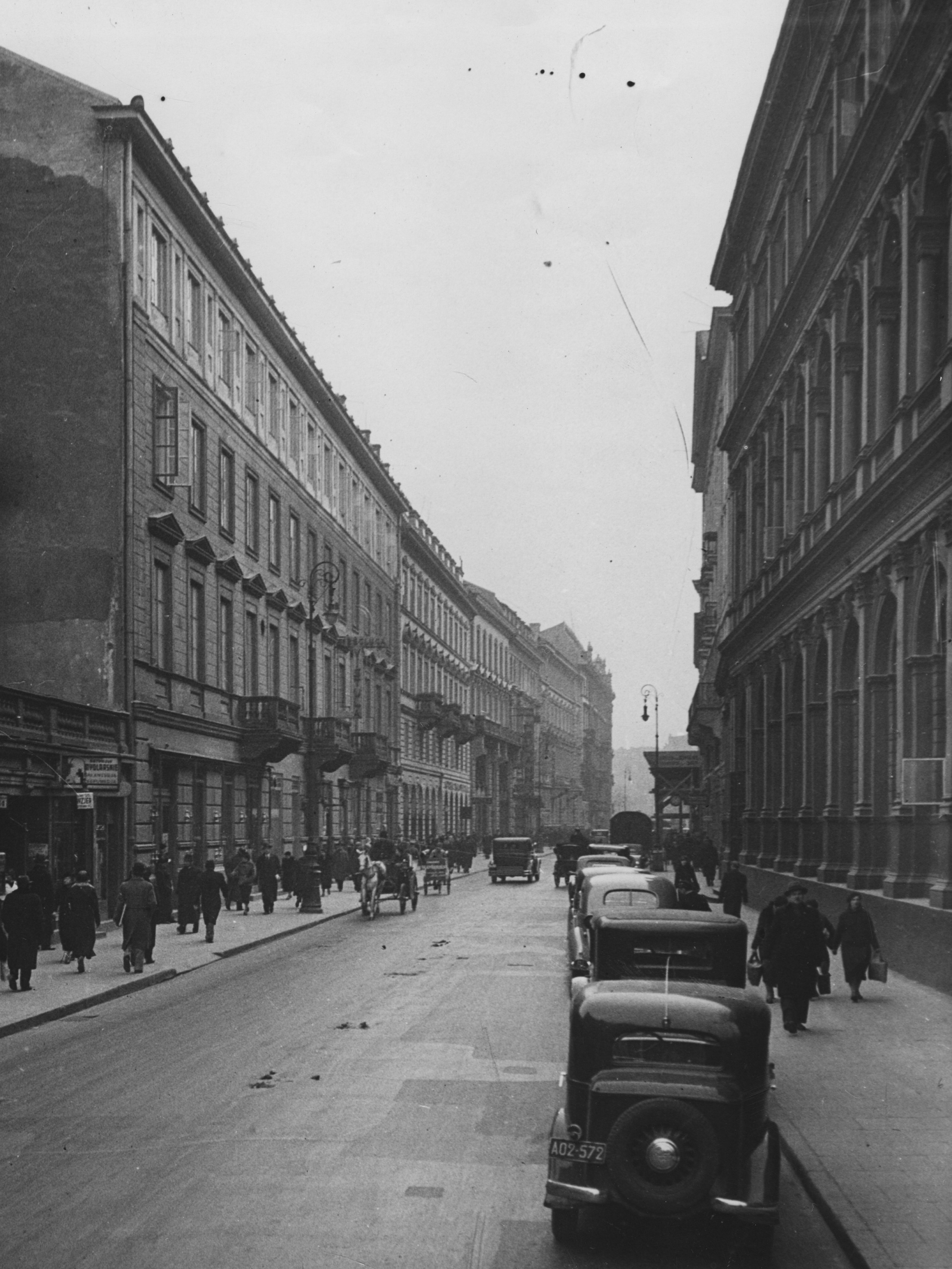
Ulica Mazowiecka, przy której mieszkał i zginął Igo Sym

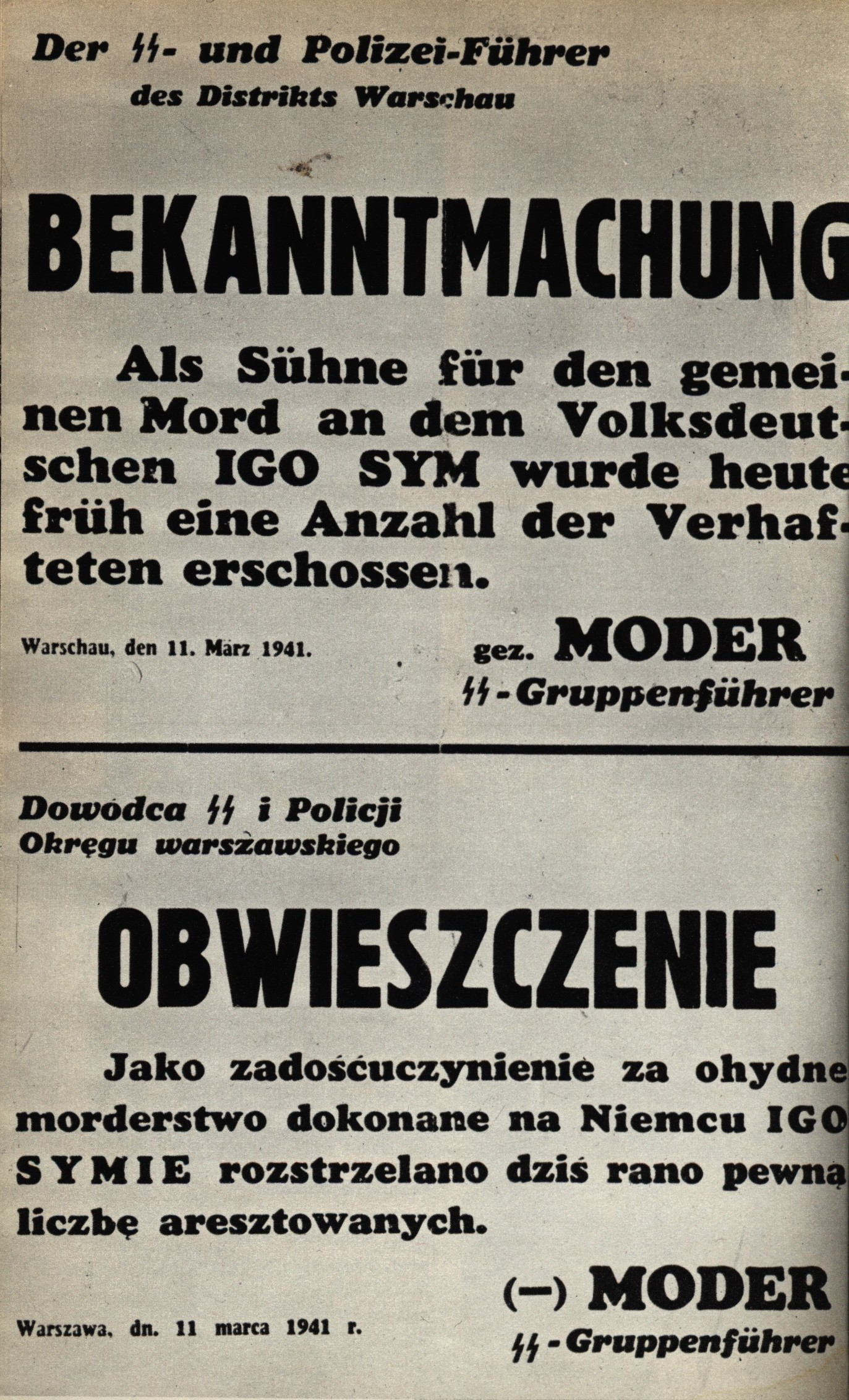
Obwieszczenie SS-Gruppenführera Paula Modera z 11 marca 1941 informujące o straceniu „pewnej liczby aresztowanych” w odwecie za śmierć Igo Syma

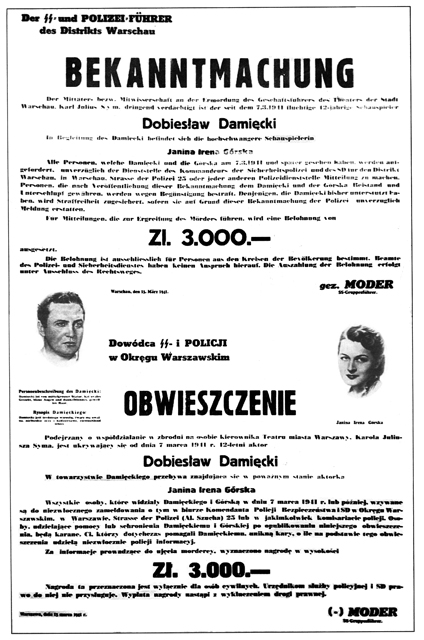
List gończy za małżeństwem Damięckich, wydany tydzień po zamachu

Igo Sym, właśc. Karol Antoni Juliusz Sym (ur. 3 lipca 1896 w Innsbrucku, zm. 7 marca 1941 w Warszawie) – polsko-austriacko-niemiecki aktor, podczas okupacji niemieckiej kolaborujący z okupantem, zastrzelony z wyroku Związku Walki Zbrojnej.

## Życiorys
Był synem Polaka, leśnika Antoniego Syma, i Austriaczki, Julianny Anny Seppi. Brat biochemika Ernesta i Alfreda (1894–1973) – również aktora i kompozytora muzyki poważnej.
W I wojnie światowej walczył cztery lata w szeregach Armii Austro-Węgier, dosłużył się stopnia porucznika. Po odzyskaniu przez Polskę niepodległości służył w piechocie do 1921. Następnie pracował jako urzędnik. 20 czerwca 1920 w Warszawie ożenił się z Heleną Ritą Zdzisławą Fałatówną, córką Juliana, z którą miał syna, Juliana Piotra. Małżeństwo zakończyło się rozwodem w 1923. Julian Piotr Sym zmarł na zapalenie opon mózgowych w wieku siedmiu lat w 1929, a dwa lata później matka chłopca Helena Niemczewska (po rozwodzie z Symem wyszła za mąż za adwokata Mariana Niemczewskiego) popełniła samobójstwo  .

### Okres międzywojenny
Sym był absolwentem Instytutu Filmowego, prywatnej szkoły aktorstwa filmowego Wiktora Biegańskiego . Debiut w filmie – Wampiry Warszawy z 1925 – umożliwiły Symowi uroda i wyniesiona z wojska sprawność fizyczna. Grywał głównie eleganckich mężczyzn, arystokratów i wojskowych. Dwa lata po debiucie aktorskim wyjechał do Wiednia. Podpisał tam kontrakt na wyłączność ze studiem „Sascha-Filmindustrie AG”, gdzie potem przez rok sprawował funkcję prezesa. Od 1929 pracował głównie w Niemczech, na ekranie partnerował m.in. Marlenie Dietrich i Lilian Harvey. Z tą pierwszą łączył go ponoć przelotny romans.
Na początku lat 30., po zdaniu egzaminu aktorskiego w Polsce, zaangażował się w warszawskich teatrach rewiowych „Banda” i „Hollywood”. Od tego czasu rzadko, jak na wcześniejszą sławę filmowego amanta, występował na dużym ekranie. Pojawiał się głównie w drugoplanowych rolach, prawdopodobnie z powodu kłopotów z bezbłędnym opanowaniem języka polskiego, co w epoce kina dźwiękowego stało się dla aktorów koniecznym wymogiem . Skupił się na karierze estradowej, celując w sztuki muzyczne z lżejszego repertuaru, śpiewał recitale, a jego popisowym numerem było akompaniowanie sobie grą na pile. W rozmowach nie akceptował atmosfery nazistowskich Niemiec, cały czas pracując w Polsce . Jednakże w 1937 zagrał w niemieckim filmie Serenade, gdzie odtwarzał rolę Ferdinanda Lohnera.

### II wojna światowa
Po wybuchu II wojny światowej Sym pozostał w Warszawie. Podczas obrony miasta pracował w Straży Obywatelskiej: kopał rowy przeciwlotnicze, wydobywał rannych spod gruzów. Po kapitulacji stolicy i rozpoczęciu działań władz okupacyjnych na początku pracował w magistracie jako tłumacz i w wojskowej komendanturze rejestrującej pojazdy .
Jeszcze przed wojną sądzono, że Sym był agentem Abwehry, ale do kwietnia 1940 wywiad ZWZ nie znalazł na to dowodów . Dopiero 12 lipca 1940, po czwartym zbadaniu sprawy Syma, stwierdzono niezbicie jego współpracę z Niemcami . Śledztwo w tej sprawie, na zlecenie „dwójki”, prowadził Roman Niewiarowicz, reżyser Teatru Komedia, potem w podziemiu oficer wywiadu ofensywnego WW-72 (Wywiad Wschód), noszący pseudonim „Łada” . Zadanie obserwacji Syma oficerowie „dwójki” powierzyli Niewiarowiczowi jeszcze w 1939, w konsulacie polskim w Budapeszcie, w czasie ewakuacji polskich władz .
Pod koniec 1939 Sym rozpoczął współpracę z okupantem, proponując odbudowę środowiska teatralnego w Warszawie. Propagandaabteilung (urząd propagandowy Generalnego Gubernatorstwa) powierzył mu stanowisko dyrektora Theater der Stadt Warschau (ex Teatr Polski) oraz zarządzanie kinem nur für Deutsche „Helgoland” (przedwojenne „Palladium” przy ul. Złotej 7/9). Otrzymał też koncesję na prowadzenie Teatru Komedia przy ul. Kredytowej 14. W 1940 organizował werbunek polskich aktorów do antypolskiego filmu Heimkehr. Chociaż Sym często posuwał się w swojej działalności do gróźb i szantaży, aktorzy, którzy odmówili gry w tym filmie, nie ponieśli z tego tytułu żadnych represji ze strony Niemców . W okupowanej stolicy doradzał w sprawach imprez kulturalnych i środowiska artystycznego gubernatorowi dystryktu warszawskiego Generalnego Gubernatorstwa Ludwigowi Fischerowi.
Wbrew opinii z okresu wojny, nie przyczynił się do aresztowania ukrywającej się Hanki Ordonówny, ale też odmówił pomocy w jej uwolnieniu . Udało mu się uzyskać zwolnienie z obozu niemieckiego dla jego brata Alfreda, powołując się na jego austriackie pochodzenie .

### Wyrok na Syma
5 marca 1941, z oskarżenia prokuratora Tadeusza Dyzmańskiego za współpracę z okupantem, Wojskowy Sąd Specjalny ZWZ wydał wyrok śmierci na Syma. Dokument wyroku nie zawierał opisu materiału dowodowego, uzasadnienia wyroku oraz składu orzekającego . Zamach (tzw. akcję wyrokową) przeprowadził 7 marca 1941 zespół bojowy „ZOM” kontrwywiadu Okręgu Warszawa-Miasto ZWZ, w składzie :
- ppor. Bohdan Rogoliński, ps. „Szary”, dowódca grupy
- ppor. Roman Rozmiłowski, ps. „Zawada”
- kpr. Wiktor Klimaszewski, ps. „Mały”

Porucznik „Zawada” tak opisywał zamach w wywiadzie dla konspiracyjnego pisma „Demokrata” w sierpniu 1944:

[Sym] mieszkał na czwartym piętrze przy ul. Mazowieckiej 10. O godzinie 7.10 zapukaliśmy do drzwi.
Otworzyła służąca. – Czy pana dyrektora Syma możemy prosić?” – W tej chwili ukazał się Sym. – Czy pan Igo Sym?” – Tak. Czym mogę panom służyć?”
W tej chwili wystrzeliłem, mierząc z Visa prosto w serce. Strzał był celny. Szpicel upadł na twarz bez jęku. Ze schodów zbiegliśmy pędem. Później spokojnie rozeszliśmy się do domów.

Więcej informacji na temat okoliczności śmierci Igo Syma przekazała sąsiadka Symów Aniela Lawińska, żona aktora i reżysera Ludwika Lawińskiego. Kiedy wykonawcy wyroku udali się do mieszkania Syma, znajdowali się w nim, oprócz aktora, jego matka Julianna oraz brat Fred z żoną. Kilka godzin przed śmiercią Igo Sym odebrał z dworca kolejowego swojego starszego brata, którego udało mu się uwolnić z Oflagu. To właśnie bratowa Syma, a nie służąca, otworzyła drzwi wykonawcom wyroku . Igo Sym został z honorami niemieckimi pochowany 12 marca 1941 na cmentarzu Powązkowskim .

### Represje niemieckie
Zamach wywarł bardzo duże wrażenie w środowisku niemieckim. Niemcy wykorzystali go jednak również jako uzasadnienie rozpoczęcia represji wobec polskiej ludności cywilnej, a szczególnie środowiska artystycznego. W odwecie aresztowali 18 kobiet i ok. 100 mężczyzn . Wśród nich znaleźli się m.in. Stefan Jaracz, Leon Schiller, Zbigniew Sawan, Janusz Warnecki, Elżbieta Barszczewska i Zofia Małynicz. Większość z nich została wywieziona do KL Auschwitz, wszyscy z wymienionych przeżyli . 11 marca 1941 w Palmirach rozstrzelano 21 osób .
Tuż po zamachu rozplakatowano listy gończe za aktorami podejrzewanymi o udział w akcji – małżeństwem Ireną Górską i Dobiesławem Damięckim, gdyż ktoś doniósł specjalnej grupie dochodzeniowej „Mordkommision Igo Sym”, że Damięcki w barze aktorów w podziemiach Teatru Polskiego opowiadał w niewybredny sposób, co Polacy myślą o obnoszącym się ze swoją pozycją Symie. Na tej podstawie gestapo powiązało ich z zamachem i aktorska para do końca wojny musiała się ukrywać.

## Opinie
Przygotowując wykonanie wyroku, Roman Niewiarowicz proponował otruć Igo Syma, motywując to obawą przed niemieckim odwetem. Komenda Główna ZWZ ponowiła rozkaz zastrzelenia, zaznaczając, że w tym wypadku właśnie chodzi o silny wstrząs dla społeczeństwa i danie dowodu, że polskie władze podziemne działają .
Generał Kazimierz Sosnkowski 21 marca 1941 napisał z Londynu list do generała Stefana Grota-Roweckiego z żądaniem wyjaśnień, czy organizacja wojskowa ma coś wspólnego z tym faktem i przypomniał, że wyroki śmierci wydane przez sądy kapturowe związku podlegają zatwierdzeniu przez Delegata Rządu. Zwrócił też uwagę na to, aby przy każdej tego typu akcji … rozważyć, czy nie lepiej poniechać tego rodzaju aktów terroru, jak zabójstwo Igo Syma, ze względu na ofiary, jakie za sobą pociągają .
Opinia aktorki Marii Malickiej o Igo Symie przedstawiona w 1986 :

Sym to był sfrustrowany człowiek. Przed wojną próbował w kilku filmach, w teatrze, ale jakoś mu nie szło. Tyle tylko, że był to naprawdę ładny chłopak. Miał serię niepowodzeń, a był niesłychanie ambitny. I gdy Niemcy zaproponowali mu dyrekcję wielkiego teatru, przewróciło mu się w głowie. Ale do obozu chyba nie wysyłał.

## Filmografia
- 1925: Wampiry Warszawy jako adwokat Tadeusz Wyzewicz
- 1926: O czym się nie myśli jako kompozytor Orlicz
- 1926: Die Pratermizzi
- 1927: [25] Das Feldgericht von Sanok, reż. Hans Otto Löwenstein
- 1927: Kochanka Szamoty jako Jerzy Szamota
- 1927: Die Beichte des Feldkuraten / Das Feldgericht von Gorlice
- 1927: Tingel-Tangel / Das Mädchen vom Tingel-Tangel
- 1927: Café Elektric
- 1928: Die Kaiserjäger
- 1928: Spitzenhöschen und Schusterpech / Lotte, das Warenhausmädchen
- 1928: Dorine und der Zufall
- 1928: Modellhaus Crevette
- 1928: Spelunke
- 1928: Liebe im Mai
- 1928: Erzherzog Johann / Herzog Hansl
- 1928: Die Frau von gestern und morgen / Der Scheidungsanwalt
- 1929: Die Dame auf der Banknote
- 1929: Der Dieb im Schlafcoupée
- 1929: Adieu, Mascotte
- 1929: Meine Schwester und ich
- 1929: Wenn Du einmal Dein Herz verschenkst
- 1929: Das Recht auf Liebe
- 1929: Die Herrin und ihr Knecht
- 1929: Stud. chem. Helene Willfüer
- 1929: Das Erlebnis einer Nacht
- 1930: Wien, Du Stadt der Lieder
- 1930: Das Wolgamädchen
- 1930: Was kostet Liebe?
- 1930: Gigolo
- 1930: Nur am Rhein…
- 1930: Kasernenzauber
- 1930: Das alte Lied
- 1930: Moritz macht sein Glück / Meier und Co.
- 1931: Das Lied der Nationen
- 1931: Ich heirate meinen Mann
- 1931: Ein Auto und kein Geld
- 1932: Pałac na kółkach jako dyrektor Eugeniusz Rańcewicz
- 1933: Szpieg w masce jako szef kontrwywiadu polskiego
- 1934: Przebudzenie jako nauczyciel muzyki
- 1935: Miłość Maturzystki
- 1937: Serenade
- 1937: Dyplomatyczna żona jako tenor
- 1939: Kwiaciarka (film planowany)
- 1940: Złota Maska jako architekt Raszewski
- 1941: Żona i nie żona jako Duval
- 1941: Heimkehr

## Odniesienia w kulturze masowej
- Igo Sym jako symbol amanta pojawia się w piosence Co temu winien Zygmuś, że jest taki śliczny? z rewii pt. Pieniądze dla wszystkich[26].

Co temu winien Zygmuś, że jest taki śliczny?

On jest, jak Igo Sym, Nowarro, Chevalier

A że w kobietach wzbudza zapał erotyczny

Co temu winien jest nasz Zygmuś, pytam się!

- Podobny wydźwięk ma tekst piosenki Moja gwiazda z rewii Parada gwiazd (1930)[27].

Jak Chaplin krok

Jak Mozżuchin wzrok

A tors, jak Rod La Rocque

Lub Igo Sym

- Aktor został uwieczniony jako symbol uwodziciela w przedwojennej piosence Czy umiesz gwizdać Joanno?[28] wykonywanej m.in. przez Chór Dana.

Nie ma takiej rzeczy, której ty nie znałabyś:

umiesz czyścić, prać, pływać, w golfa grać,

szyć sukienki, konno jeździć, nosem puszczać dym

i uwodzić tak, jak Igo Sym.

- Jako symbol amanta filmowego pojawia się także w piosence Nikodem (1933) śpiewanej przez Adama Astona i Tadeusza Faliszewskiego[29][30].

Nikodem, Nikodem

Nie równaj nawet się z Bodem

Przy tobie Bodo i Igo Sym

Też są byle kim

- Aktor jest pierwowzorem jednego z bohaterów filmu Miłość ci wszystko wybaczy (1981) w reżyserii Janusza Rzeszewskiego. W filmie nie pada nazwisko aktora, jedynie imię. W jego postać wcielił się Piotr Garlicki[31].
- Sym jest też pierwowzorem bohatera filmu Oszołomienie (1988) w reżyserii Jerzego Sztwiertni o nazwisku Chris Sten. Rolę tę zagrał Wojciech Wysocki[32].
- Wyrok na Symie jest tematem pierwszego odcinka serialu Ludzie i bogowie (2020) w reżyserii Bodo Koxa. W postać Syma wcielił się Lesław Żurek[33].